# 頓悟
頓悟（英語：Epiphany，源自古希臘語 ἐπιφάνεια，羅馬化：epiphana，“顯化，驚人的出現”）是一種突然而驚人的理解的體驗。通常，該詞彙用於描述科學突破或宗教或哲學發現，但它可以應用於任何情況，在這種情況下，啟發性的認識允許從新的更深入的角度理解問題或情況。該詞彙所指相關現象被心理學和其他領域研究，特別是針對創新過程進行研究的領域。
頓悟是相對罕見的事件，通常是對問題的重大思考過程的產物。它們通常由一個新的關鍵資訊觸發，但重要的是，需要深入的先驗知識才能實現理解的飛躍。 著名的頓悟包括阿基米德發現了一種確定不規則物體體積的方法（“尤里卡！”），以及艾薩克·牛頓 (Isaac Newton) 意識到落下的蘋果和繞軌道運行的衛星都受到相同的力的牽引。

## 历史
顿悟这个词最初是指通过神性的洞察力。 今天，这个概念更多的是在没有宗教内涵的情况下使用，但一种流行的神话仍然认为顿悟是超自然现象，因为这种感觉是毫无来由的。
这个词的世俗用法可能要归功于爱尔兰小说家詹姆斯·乔伊斯。乔伊斯的顿悟定义为 「一种突如其来的精神表现，无论是从某种物体、场景、事件还是心灵的难忘阶段--这种表现与产生它的任何东西的意义或严格的逻辑相关性不相称。」  作者在他的短篇小说集《都柏林人》（1914年）的每篇作品中都把顿悟作为一种文学手段；他的主人公突然顿悟，改变了他们对自己和/或社会状况的看法。乔伊斯在 Stephen Hero (1944年死后出版）一文中首次阐述了顿悟的含义。对哲学家伊曼纽尔·列维纳斯来说，顿悟或神性的表现是在另一个人的脸上看到的（见 Face-to-face_(philosophy)）。

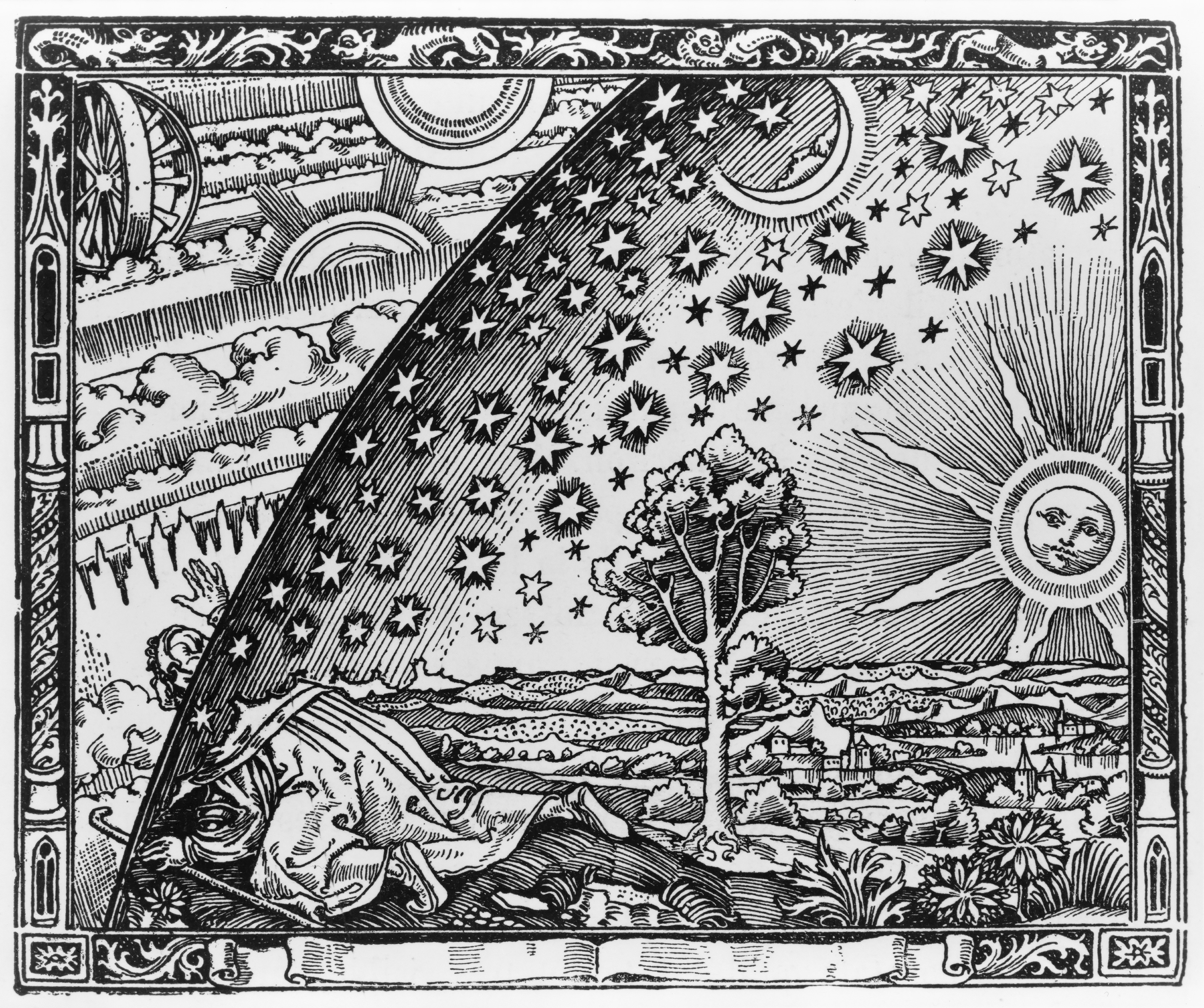
Flammarion engraving. 来自 1888 年的书籍 「L'atmosphère」

在传统和前现代文化中，入会仪式和密契主义与艺术一样，都是顿悟的载体。希腊戏剧家和诗人在理想中会分别将观众带入淨化或觉醒的状态。在现代，威廉·柏洛茲的《赤裸的午餐》（Naked Lunch）的标题背后就是顿悟，一种受药物影响的状态，正如巴勒斯所解释的，「当每个人都看到叉子尽头的东西时，一个冻结的时刻」。馬塞爾·杜尚和安迪·沃荷将普通的物体或图形作为美术作品来呈现（小便池作为喷泉），颠覆人们的期望，通过以意料之外的方式呈现它们，诱发人们对 「艺术是什么」 或不是什么的顿悟。

## 过程
顿悟可以有许多不同的形式，而且往往是由经验、记忆、知识、倾向性和背景的复杂组合产生的。顿悟在教育领域的一个当代例子是学生「茅塞顿开」的过程。 尽管有各种流行的形象，但顿悟是发现者的辛苦工作的结果，而且只是长期投入产生的。 顿悟这种感觉之所以令人惊讶，是因为潜意识在提供解决方案方面发挥了重要作用，人们意识不到它的存在；之所以令人满足，是因为之前的长期努力 。

## 科学神话
一个比较常见的神话是，大多数创新都是通过顿悟发生的，其实并非如此。斯科特·伯昆指出，「认为顿悟最有用的方式是将其视为解决棘手问题的偶然奖励。」大多数创新的发生都没有顿悟，而且顿悟往往对寻找下一个创新没有什么贡献。 关键是，顿悟无法被预测或控制。
虽然顿悟只是一种罕见的现象，为一个重要的劳动过程锦上添花，但有一种流行的神话，认为顿悟就是技术和科学飞跃的原因。 著名的顿悟包括阿基米德意识到如何估计给定质量的体积，这启发他喊出 「尤里卡！(我找到了！)」   许多数学家和科学家的传记都描述职业生涯早期的一个顿悟事件，以及他们如何推动了后面几年的研究。例如，据说阿尔伯特·爱因斯坦在年幼时得到了一个罗盘（作为礼物），并意识到空间中某种看不见的力量在使它移动。另一个也许是更好的例子，发生在1905年，当时他花了一个晚上试图调和牛顿物理学和麦克斯韦方程，但没有成功。当他在伯尔尼乘坐街车回家的时候，他看着身后正在倒退的钟楼，意识到如果汽车加速（接近光速），他就会看到时钟慢下来；他后来说，有了这个想法，「我的脑海中就有了一场风暴」，这使他理解了狭义相对论。两年后的1907年，爱因斯坦又有了第二个顿悟，他称之为 「我一生中最快乐的想法」，当时他想象电梯坠落，并意识到乘客将无法区分坠落的失重和空间的失重，由此他将相对论概括为把重力作为时空的曲率。据说查尔斯·达尔文在头脑中闪现出类似的整全观，使他有了 「预感」（关于自然选择理论），达尔文后来说他总是记得顿悟时他的马车在路上的那个位置。另一个著名的顿悟是艾萨克·牛顿的苹果故事， 还有一个是尼古拉·特斯拉发现可行的交流感应电机。几乎可以肯定，顿悟是这些人长期深入研究的结果，而不是对以前没有想过的问题突然有了灵感。
另一个神话是，顿悟只是（通常是精神上的）愿景的另一个词。实际上，尽管异象和顿悟都是由（有时看起来）无关紧要的事件或物体引发的，现实主义和心理学认为顿悟是区别于异象的不同感觉。 。

## 宗教用法
在基督教中， Epiphany(顿悟)指的是认识到基督是上帝的儿子。西方教会一般将麦琪人的来访作为婴儿基督道成肉身的启示来庆祝，并在1月6日纪念主显节。传统上，东方教会遵循儒略历而非公历，在基督接受施洗者约翰的洗礼时庆祝 Epiphany(主显节)，并在1月19日庆祝；然而，其他东方教会则采用西历，在1月6日庆祝。 一些新教教会通常将 Epiphany (主显节)作为一个季节庆祝，从圣诞节的最后一天一直延续到圣灰星期三，或2月2日的献主节。
在更广泛的意义上，「宗教顿悟 」一词是指一个人意识到自己的信仰，或确信某一事件或事情确实是由其信仰的神灵或存在造成的。例如，在印度教中，顿悟可能是指阿朱纳意识到黑天（《薄伽梵歌》中作为他的战车的神的化身）确实代表了宇宙。印度教的顿悟术语是 bodhodaya，来自梵文 bodha 意为 「智慧」 和 「上升」。或者在佛教中，这个词可能指的是佛陀在菩提树下获得觉悟，最终实现了宇宙的本质，从而获得了涅槃。禅宗术语明心見性也描述了这一时刻，指的是意识到公案的答案时的感觉。

### 漢傳佛教
頓悟與漸悟是漢傳佛教一個重要的教義爭論，在南北朝劉宋時期展開。最早主張頓悟教義者，為東晉支道林。支道林研讀《十住經》，認為修行至第七地時，已得無生法忍，諸結頓斷，即是頓悟。在七地之前，則是漸修而至。劉宋時，又有竺道生，以《涅槃經》佛性常住不滅的道理，主張頓悟佛性，則一切具足，因此，只有進入十地之後，才能稱為頓悟。後世以支道林為小頓悟派，而竺道生為大頓悟派。禅宗六祖惠能提倡的“明心见性”法门，即是主張頓悟。它通过正确的修行方法，迅速地领悟佛法的要领，从而指导正确的实践而获得成就。

### 藏傳佛教
藏傳佛教著名的拉薩論爭，由摩訶衍與蓮花戒兩位大師展開。摩訶衍主張頓悟，而蓮華戒主張修行必有次第。後吐蕃贊普支持蓮華戒的論點，將主張頓悟的禪宗逐出西藏。但在大圓滿教法與大手印中，仍然可以看到頓悟的思想。

## 延伸阅读
- 尤里卡时刻

## 研究書目
- Peter N. Gregory編，馮煥珍等譯：《頓與漸：中國思想中通往覺悟的不同法門》（上海：上海古籍出版社，2010）。